# El dragón
El Dragón: El regreso de un guerrero (ou simplesmente El Dragón) (no Brasil: O Último Dragão) é uma série de televisão mexicana criada por Arturo Pérez-Reverte para a Televisa e Univision. Produzida por W Studios em colaboração com Lemón Films, foi ao ar na Univision de 30 de setembro de 2019 a 20 de janeiro de 2020, sendo substituída por Rubí.
No México, foi exibida pelo Las Estrellas de 22 de julho a 11 de setembro de 2020, substituindo Rubí, e sendo substituída por Imperio de mentiras.
A segunda temporada foi exibida, no México, pelo Las Estrellas de 4 de maio de 2021 até 2 de julho de 2021, substituindo Te acuerdas de mí e sendo substituída por La Desalmada.
É protagonizada por Sebastián Rulli e Renata Notni e antagonizada por Roberto Mateos e Irina Baeva e com atuações estelares de Cynthia Klitbo, Cassandra Sánchez Navarro, Manuel Balbi e Juan Pablo Gil e Sofia Castro. Também conta com a participação do ator brasileiro Rodrigo Massa como Piero Scarinci.

## Sinopse
A trama gira em torno de um jovem que cresceu no Japão e vem de uma família de traficantes que o mantiveram fora disso até o momento em que ele tem que assumir o cartel. Especialista em economia, ele quer mudar a situação de violência que acompanha sempre o tráfico de drogas e transformar o dinheiro do cartel em dinheiro limpo.

## Elenco
- Sebastián Rulli - Miguel Garza Martínez
- Renata Notni - Adela Cruz
- Roberto Mateos - Epigmenio Moncada
- Irina Baeva - Jimena Ortiz
- Manuel Balbi - Héctor Bernal
- Cassandra Sánchez Navarro - Francisca "Chisca" Garza Martínez
- Juan Pablo Gil - Jorge Garza Martínez
- Cynthia Klitbo - Dora Perdomo de Garza
- Federico Ayos - Manuel "El Flaco" Tormo
- Mauricio Pimentel - Peligros
- Javier Alejandro Gómez - Carlos Duarte Loperas
- Edison Ruiz - Tacho Guadaña / Hilario Rincón Villafuerte
- Sofía Castro - Kenia Guzmán / Gabriela Richer
- Jean Paul Leroux - Fabiano Trejo
- Natasha Domínguez - Claudia Rey
- Rubén Sanz - Valentín Soria
- Alex Durán - Ishiro "Shiro" Tanaka
- Paloma Ruiz de Alda - Ana de Bernal
- Gabriela Carrillo - Edna Gonzáles
- Marcelo Buquet - Rosario Rosique
- Rodrigo Massa - Piero Scarinci
- Alejandro Ávila - Howard Toledo / Ulises Murat
- Víctor Jiménez - Tadamichi Naga
- Juan Ignacio Aranda - Simón Zaragoza
- Mikael Lacko - Gary Montaner
- Liz Moreno - Miriam
- Carmen Muga - Isabel
- Alfredo Ahnert - Lúcio Hernández "El Coyote"
- Paola Toyos - Carmen de Moncada
- Zuleyka Rivera - Asya
- Daniel Elbittar - Víctor Torres Molina
- Denia Agalianu - Karina Grishenko
- Lusia Galindo - Pilar
- Francisco de la O - Mauricio Wagner
- Yare Santana - Adriana "Adri"
- José Elías Moreno - Lamberto Garza
- Miguel René Moreno - Jesús Montero
- Diego Alfaro - Jeremías
- Miguel Mena - Chano
- Carlos Moreno Cravioto - El Guajolote
- Ignacia Allamand - Drenka Petrović
- Flavio Peniche - Milan Petrović
- Fernando Gaviria - Sandro Ochoa
- Alexander Holtmann - Hans Pritken
- Carlos Casanova - Ali Farchala / Facundo Portillo
- Óscar Cabrera - Edgar Sánchez Morris
- Adrián Makala - Samuel McGregor
- José María Galeano - Leopoldo Santamarina
- Ramiro Tomasini - Ángel Juño
- Priscila Lepe - Juana
- Alfredo Gatica - Emiliano Pacheco
- Pedro Giunti - Fernando "Nando" Pacheco
- Esteban Franco - Arturo Ríos
- Antonio Zuñiga - El Gato
- Alejandro Naranjo - Vladimir Arcov
- Nacho Tapia - El Pompi
- Edgar Alonso - El Rasca
- Gerardo Murguía - Médico do presídio
- Cristina Michaus - Mãe de Tacho
- Orlando Miguel - Detetive CJ
- Francisco Barcala - Dr. Lerner
- Rubén Díaz - Isael Ramos
- José Carlos Illanes - David Prado
- Sergio Recio Montes - Canelo
- Manuel Rosaldo - Homem de Zaragoza
- Alan del Castillo - Advogado
- Gonzalo García Vivanco - Roberto Garza López
- Alejandra Robles Gil - Lucía Martínez de Garza
- Ana Karina Guevara - Patrícia "Paty"
- Sergio Jurado - Teófilo Sayanes
- Estefanía Ahumada - María Terry
- Ximena Herrera - Paula Sandoval
- Octavio Mier - César Ocampo
- Juan Aguirre - Jaramillo "El Doctor"
- Ricardo Crespo - Rogelio Valdez
- Alejandra Espinosa - Vanessa Montes
- Alejandro Poggio - Marcos
- Laura Ferretti - Nora
- Elías Ajit - Faustino Volta
- Andrea Maurer - Helena Bernal
- Iván Esquivel - Roni
- Saburo Iida - Jun
- Takahiro Murokawa - Kwang
- Jesús García Ra - Goro
- Lalo Frey - Rigoberto
- José Casasús - Emilio Ovideo
- Jaime Maqueo - Roy
- Christian Uribe - Raúl
- Andrea Portugal - Diana
- Gabriel Regueira - Detetive Salina
- Francisco Balzeta - Jornalista
- Irving Aranda - El Conejo
- Jimena Bilsup - Luisa
- David Orci - Tiago
- Martín Brek - Pai de Tacho
- Laura de la Calera - Amiga de Chisca
- Aline Marrero - Nina
- Camila Puerto - Thalía
- Cynthia Torash - Sra. Bernal
- Eduardo Carabajal - Carcereiro
- Iván Caraza - Pai de Adri
- Roberto Tello - Agressor de Kim
- Josep Linuesa - Médico do hospital de Madrid
- Roger Cudney - Juiz de Miami
- Víctor Manzur - Guarda do laboratório
- Christopher Aguilasocho - Fotógrafo
- Alejandro Marquina - Enfermeiro
- Guss Morales - Assaltante
- Artem Rakhlev - Garçom
- Patricia Byrne - Enfermeira
- Manuel Calderón - Locutor
- Frank Forke - Mafioso russo
- Gaby Mezone - Vizinha de Adela
- Agustín Ocegueda - Repórter
- Rosie Pellizzer - Empregada da pizzaria
- Raquel Solves - Vizinha de Héctor
- Chaps Torres - Homem de Faustino
- Rafa Farías - Informante
- Lucas Mollard - Policial
- Charly Villafaña - Policial
- Ana Sofía Sánchez - Apresentadora
- Nuria Vega - Joalheira
- Mario Erosa - Médico
- Julio César Álvarez - Oficial do Panamá
- Ramiro Cid - Miguel Garza Martínez (menino)
- Álexa Monterrubio - Francisca Garza Martínez (menina)
- Ian Monterrubio - Jorge Garza Martínez (menino)

## Exibição no Brasil
No Brasil, a telenovela estreou no dia 4 de outubro de 2019, com 38 episódios, na plataforma de streaming Netflix, com o título de O Último Dragão. Já a segunda parte estreou no dia 17 de abril de 2020.

## Audiência
| Horário             | # Eps. | Estreia             | Estreia           | Final                  | Final           | Posição | Temporada | Classificação geral |
| Horário             | # Eps. | Data                | Primeiro capítulo | Data                   | Último capítulo | Posição | Temporada | Classificação geral |
| ------------------- | ------ | ------------------- | ----------------- | ---------------------- | --------------- | ------- | --------- | ------------------- |
| Segunda—Sexta 21h30 | 38     | 22 de julho de 2020 | 4.0               | 11 de setembro de 2020 | 3.0             | #1      | 2020      | 2.98                |